# Centre du renard polaire
Le Centre du renard polaire (en islandais : Melrakkasetur) est un centre de recherche comprenant également un musée et un café, situé dans la ville de Súðavík, dans les Fjords de l'Ouest, en Islande.
Il est consacré à l'étude du Renard polaire (Vulpes lagopus), le seul mammifère terrestre indigène en Islande, qui résiste à des températures de −70 °C mais est aujourd'hui menacé par l'activité humaine et le changement climatique.

## Histoire
Le centre a été créé en 2007 par des habitants de la région et met l'accent sur l'écotourisme. Le centre est partenaire de 1 % pour la planète et membre de l'organisation The Wild North.
Le bâtiment qui abrite le centre est situé dans une partie récente de Súðavík, sur les terres de l'ancienne ferme Eyrardalur. Il a été construit durant la dernière partie du XIXe siècle et a été récemment rénové par la municipalité de Súðavík.

## Le musée
Le musée est composé de deux parties. La première partie est consacrée à l'aspect biologique du renard polaire (répartition, génétique, régime alimentaire, différences entre les pelages…)
La seconde moitié met l'accent sur les relations entre Islandais et renards polaires, une histoire qui remonte à plus de 1000 ans. Cette partie du musée explore l'art de la chasse au renard polaire, une tradition toujours d'actualité dans ce pays. Chacune des parties du musée est mise en relation avec les recherches effectuées par le centre ainsi que d'autres organisations. Les informations sont disponibles en islandais, en anglais, en allemand et en français. Des visites guidées sont organisées sur demande. 

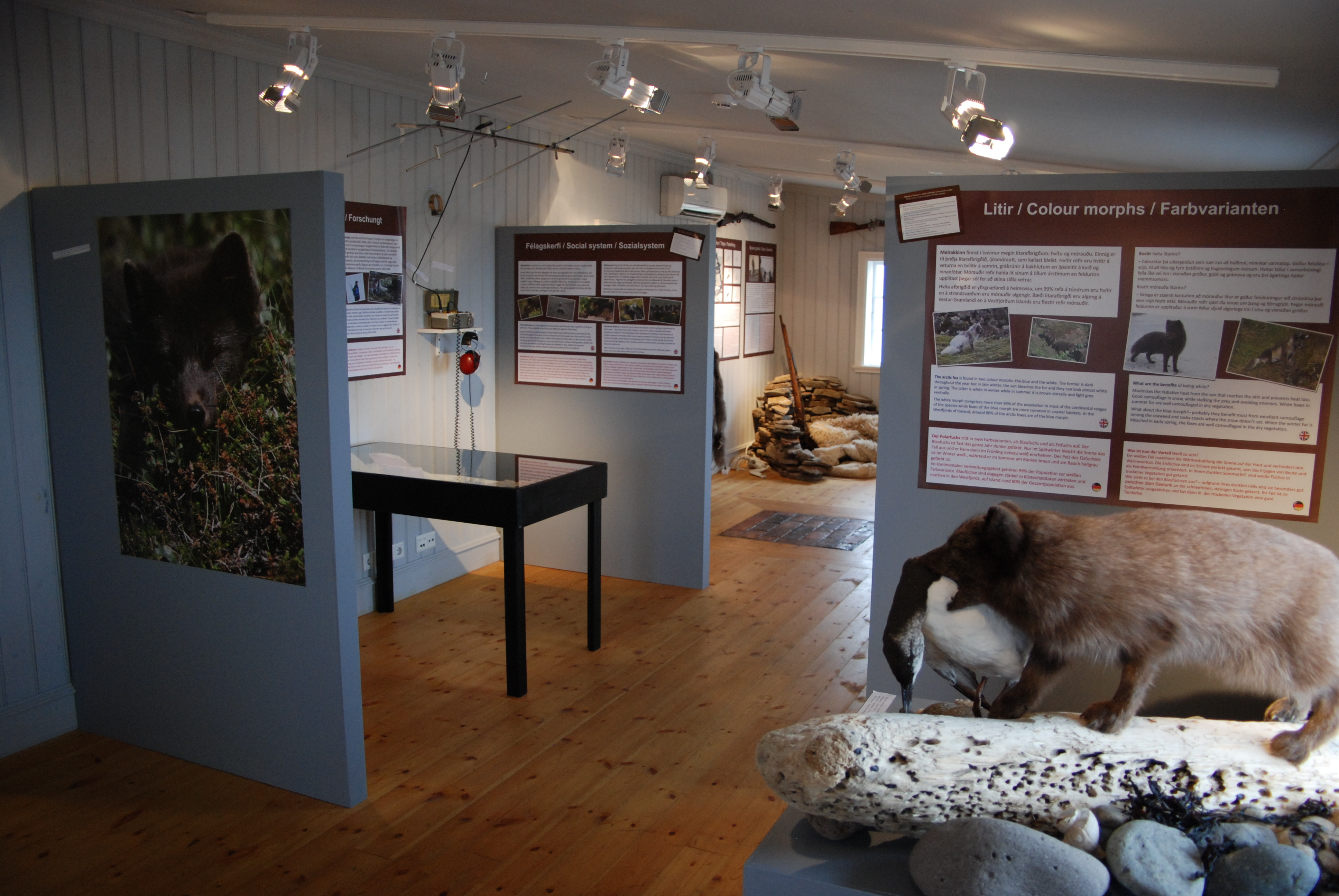
Le musée du Centre.

## Recherches scientifiques
Les études conduites par le centre se concentrent sur trois domaines : les relations entre renards et touristes, la nécropsie de cadavres de renards rapportés par les chasseurs, et le calcul de la population de renards dans les Fjords de l'Ouest.
Afin d'estimer la population ainsi que les effets du tourisme, des observations sont conduites sur le terrain. La plupart a lieu dans la réserve naturelle du Hornstrandir, un lieu très prisé par les randonneurs. Plus récemment, les chercheurs du centre ont commencé à s'intéresser à d'autres zones des Fjords de l'Ouest. Des bénévoles participent régulièrement à la vie du centre ainsi qu'à la collecte de données sur le terrain.
Le but : permettre un tourisme respectueux de la vie sauvage, attendu que les renards polaires intéressent de plus en plus les touristes, et en particulier les photographes. Les premiers résultats d'études sont d'ores et déjà publiés et montrent la nécessité pour le centre du renard polaire de poursuivre ses efforts.